# Blunsdon
Blunsdon est une paroisse civile du Wiltshire, en Angleterre.